# 52-й гвардейский тяжёлый бомбардировочный авиационный полк
52-й гвардейский тяжёлый бомбардировочный авиационный полк — авиационный полк в составе ВВС России. Войсковая часть № 33310 (Калужская область, поселок Шайковка, аэропорт Шайковка).
Состав: 3 Ту-22М3 «Гефест», 15 Ту-22М3 (по другим данным в полку 1445 чел. и 27 Ту-22М3 всех модификаций).
Нынешний командир — полковник Олег Евгеньевич Тимошин.

## История
Полк был создан в 1944 году из-за постановления Государственного комитета обороны на базе 251-го тяжёлого бомбардировочного авиационного полка и 902-й тяжёлой бомбардировочной дивизии 10-й Воздушной Армии Дальневосточного фронта.
23 февраля 1945 года полку вручили гвардейское Красное Знамя.
В 1951 году полк передали в состав 79-го гвардейского тяжёлого бомбардировочного авиационного Смоленского корпуса (Мачулищи, Минская область).
В 1989 году полк отдали в состав Рязанского ЦЕЛ ПЛС.
В 1994 году полк опять передали, на этот раз в состав 325-й Тернопольской ордена Кутузова тяжёлой бомбардировочной авиационной дивизии.
В мае 1998 года полк опять передают в состав 22-й гвардейской Краснознамённой Донбасской тяжёлой бомбардировочной авиационной дивизии.
В 2000 году были полк производил пуски Х-15.
13 февраля 2003 года полк производил пуски ракет по траектории № 9, а качество пусков было оценено на «удовлетворительно».

## Военные преступления
- 27 июня 2022 года, примерно в 16:00, офицеры-лётчики Ту-22М3 52-го тяжелого бомбардировочного авиаполка нанесли два ракетных удара по торговому центру «Амстор» в Кременчуге ракетами Х-22 в ходе полномасштабного военного вторжения России в Украину, при ударе погибло около 20 мирных жителей, более 59 было ранено и около 40 человек пропало без вести[6][7]. Мировые лидеры и организации назвали действия РФ очередным военным преступлением и отметили:

Неизбирательные нападения на ни в чём не повинных гражданских лиц являются военным преступлением. Президент России Путин и виновные будут привлечены к ответственности
В СБУ завели уголовное дело и объявили в розыск шестерых возможных участников преступления: командира полка Тимошина Олега Евгеньевича, командира авиационного отряда Иваненко Алексея Сергеевича, начальника штаба авиационной эскадрильи Голенкова Дмитрия, штурманов Григорьева Дениса Анатольевича и Назырова Динара, инженера Поцелуева Евгения. По состоянию на начало 2025 года был ликвидирован, как минимум, Голенков Дмитрий, сообщалось о возможной гибели Олега Тимошина.
- 14 января 2023 года[12] был нанесён ракетный удар по жилому дому в Днепре, находящийся по адресу Набережная Победы, 118, ж/м Победа. Погибло более 40 человек, ранено не менее 80 человек.

21 октября 2024 года, по сообщениям ГУР Украины, в селе Супонево под Брянском с многочисленными травмами головы, нанесенными тупым предметом (таким, как молоток) было обнаружено тело пилота 52-го тяжёлого бомбардировочного авиационного полка ВКС РФ Дмитрия Голенкова. Согласно ГУР Украины, пилот занимал должность начальника штаба российской авиационной эскадрильи на аэродроме «Шайковка» и был причастен к удару по жилому дому в Днепре, а также к удару по ТЦ в Кременчуге летом 2022 года, где погибло 22 гражданских.

## Командиры
- гвардии подполковник А. А. Франков (1944)
- гвардии майор Л. А. Климов (1944—1947)
- гвардии подполковник В. А. Трехин (1948—1951)
- гвардии подполковник А. В. Иванов (1951)
- гвардии подполковник К. Н. Марусниченко (1951—1955)
- гвардии подполковник И. П. Иаенин (1956—1957)
- гвардии подполковник А. С. Кротов (1957—1959)
- гвардии подполковник В. П. Казанцев 1959—1962
- гвардии подполковник А. Ф. Жихарев (1962—1966)
- гвардии подполковник Л. В. Гумников (1967)
- гвардии подполковник Б. В. Сабуров (1967—1972)
- гвардии подполковник А. В. Турманов (1972—1975)
- гвардии подполковник Е. Ф. Кузнецов (1975—1977)
- гвардии подполковник В. Е. Калцевич (1977—1980)
- гвардии подполковник С. И. Ананьев (1980—1986)
- гвардии подполковник А. А. Волковинский (1986—1988)
- гвардии полковник С. В. Кольцов (1988—1994)
- гвардии полковник И. Ф. Коновалов (1994—1998)
- гвардии полковник А. П. Корбньков (1998—2000)
- гвардии полковник А. В. Блаженко (2000-?)
- полковник Вадим Белослюдцев (2019—2021)
- полковник Олег Евгеньевич Тимошин (род. 21 июня 1971)[4].

## Награды
- 23 февраля 1945 года полку вручили гвардейское Красное Знамя[4].
- В 1958 году полк занял 1 место в соцсоревновании между частями дивизии.
- В 1959 году 2 АЭ была награждена Почётной грамотой ЦК ВЛКСМ.
- В 2004 году дивизия награждена Вымпелом Министра обороны Российской Федерации[2].

## Отличившиеся воины
В 2021 году за заслуги более 850 человек из полка получили ордена и медали.